# Lucio Elio Lamia
Lucio Elio Lamia  (m. 33) fue un político y militar romano del siglo I perteneciente a la gens Elia.

## Familia
Lamia fue miembro de los Elios Lamias, una rama familiar patricia de la gens Elia. Fue hijo del pretor Lucio Elio Lamia y, probablemente, padre o abuelo de Tiberio Plaucio Silvano Eliano, adoptado por un miembro de la gens Plaucia.

## Carrera pública
Inició su carrera pública siendo uno de los triunviros encargados de acuñar la moneda. Además fue uno de los quince sacerdotes encargados de los sacrificios.
Fue pretor en el año 1 y culminó su carrera con el cargo de consul ordinarius en el año 3. Más tarde, en los años 15 y 16, fue procónsul en África. Tiberio le encargó el gobierno de Siria alrededor del año 22, si bien lo retuvo en Roma. En el año 32 fue prefecto de la Ciudad, aunque murió al año siguiente.